# Otto Knöpfer

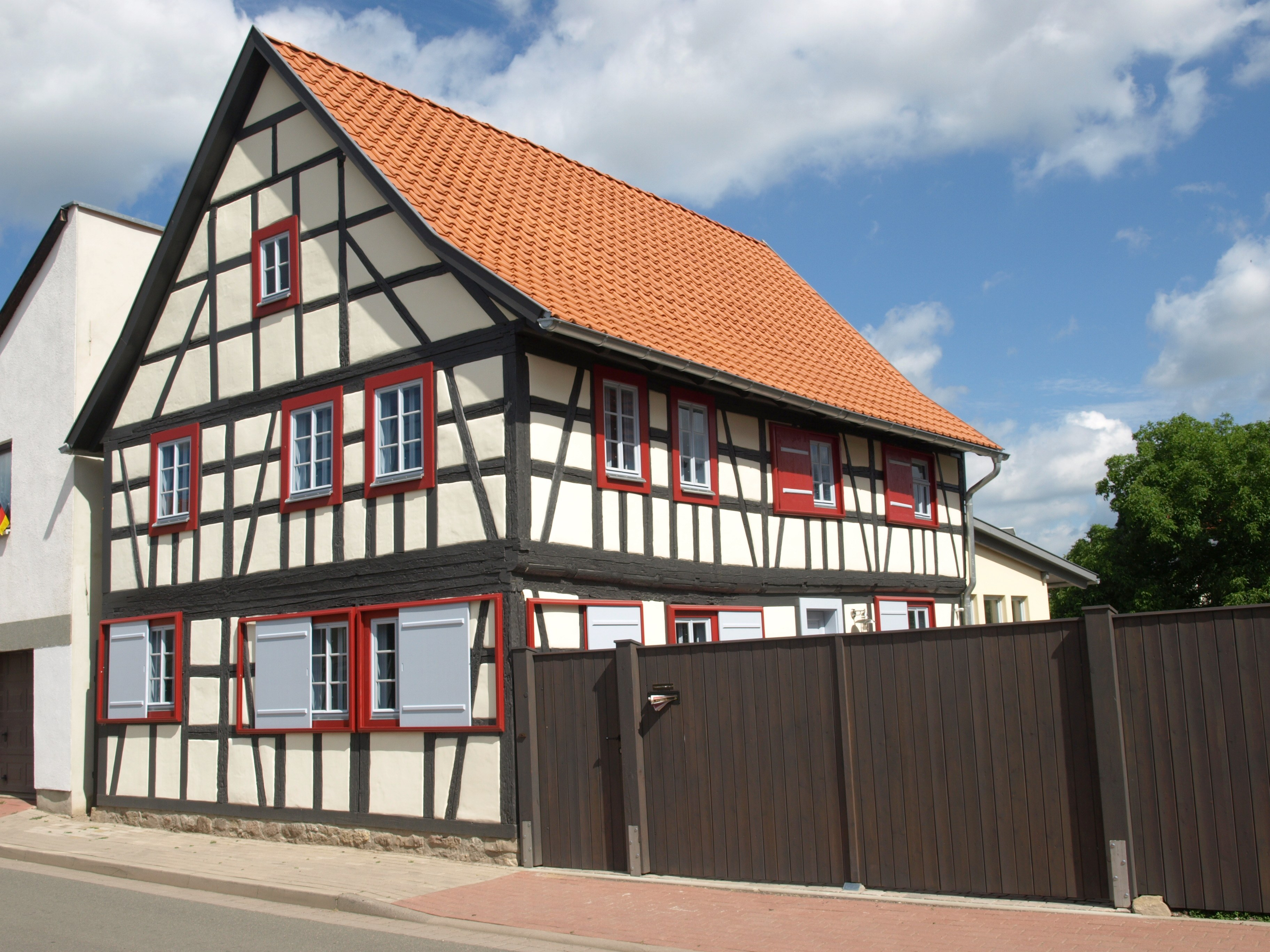
Das Otto-Knöpfer-Haus in Holzhausen, 2008

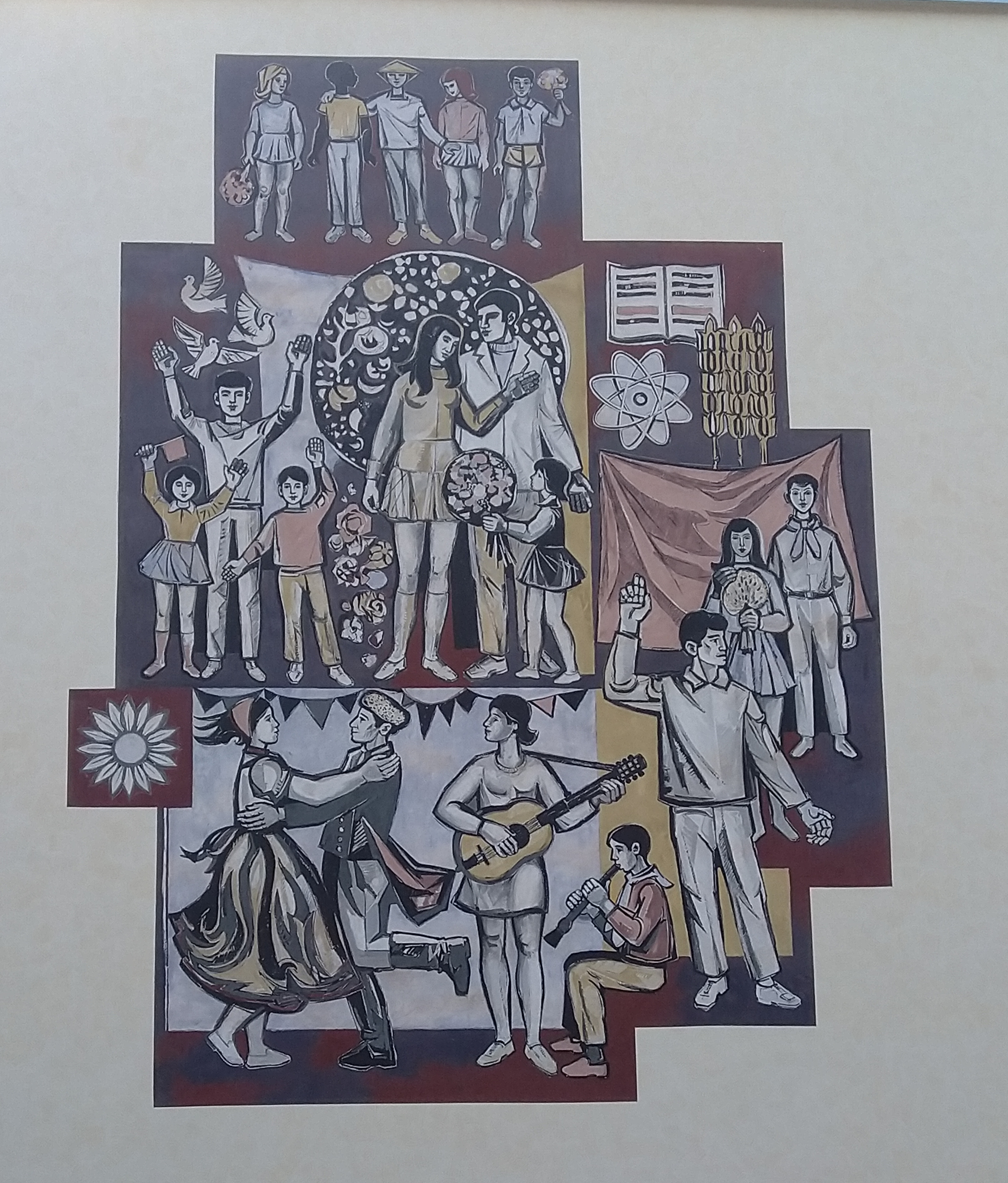
Wandbild an der Astrid-Lindgren-Grundschule in Osthausen

Otto Knöpfer (* 13. März 1911 in Arnstadt; † 22. Mai 1993 in Erfurt) war ein deutscher Maler in Thüringen.

## Leben
Knöpfer wuchs in Holzhausen auf, einem kleinen Dorf unterhalb der Veste Wachsenburg. Das Drei-Gleichen-Gebiet mit seiner geologischen Vielfalt, artenreichen Vegetation und seinen Dörfern wurde für den jungen Knöpfer zum Übungsfeld für seine künstlerische Begabung. Als Kind streifte er durch die heimatliche Landschaft, zeichnete, malte die umliegenden Hügel mit ihren Feldern und Wiesen, die Burgen, die Dörfer mit Menschen und Tieren.
Obwohl die Begabung des Kindes auffiel, war eine schulische Förderung durch die ärmlichen Lebensumstände der Familie nicht möglich. Der Vater starb 1919 an den Folgen einer Kriegsverletzung, die Mutter hatte kaum das Nötigste zum Leben. Nach der Volksschule bekam Knöpfer eine Lehrstelle im Malerhandwerk in Arnstadt. Hier lernte er das Handwerkliche seines Faches, das Künstlerische bildete sich in seinem Kopf und in seiner Fantasie, wenn er jeden Tag zu jeder Jahreszeit den Feldweg zwischen Holzhausen und Arnstadt entlang lief.
Gleich nach der Gesellenprüfung (1928) wurde Knöpfer arbeitslos. Er bewarb sich an der Kunstgewerbeschule Erfurt und bekam eine der begehrten Freistellen. Auch hier fiel er durch seine Begabung und seinen Fleiß auf. Er fand Förderer (besonders Franz Markau), die ihm den Start in das Künstlerleben erleichterten. Nach dreieinhalb Jahren machte Knöpfer seine Abschlussprüfung. Es folgten seine ersten Ausstellungen in Arnstadt, Erfurt, Gotha und Molsdorf. Die damaligen Zeitungen berichteten über die „bemerkenswerte Reife und Vielseitigkeit“ des jungen Künstlers. Knöpfer verkaufte seine ersten Bilder. Das waren Motive aus dem ländlichen Raum, aus dem er stammte, Bilder aus der Drei-Gleichen-Landschaft, seiner Heimat, die er mit anhänglicher Liebe sah. Sie konzentrierte sich auf das Alltägliche seiner Lebenswelt, auf Wiesen und Waldstücke, auf Felder und Wege, auf das Arbeitsleben der Dorfbewohner, auf Tiere und Pflanzen in den Höfen und Gärten des Dorfes Holzhausen. Er sah in die Gesichter der Menschen, die hier mit ihm zu Hause waren und malte seine ersten Porträts: seine Mutter, den Nachbarn, das Kind auf der Dorfstraße.
Das anscheinend Unscheinbare in nächster Nähe faszinierte Knöpfer. Die genaue Beobachtung, die fast kontemplative Betrachtung der Natur führte ihn zu seiner Art von Malerei. Sie war wirklichkeitsbezogen, detailtreu, unsentimental. Sie schützte ihn vor Vereinnahmung durch provinzielle Heimatkunst und den Zeitgeistströmungen seines Jahrhunderts.
Knöpfer arbeitete zeit seines Lebens an seinem Formen- und Farbenreichtum, an seiner für ihn typischen Ausdrucksfähigkeit. Dabei blieb er seiner Landschaft um die Drei Gleichen treu. Lebenssituationen brachten ihn in andere Gegenden. Er sah sie, fand seine Motive, aber die Fremde blieb ihm fremd. In Berlin begann er 1938 ein Studium an den Vereinigten Staatsschulen für freie und angewandte Kunst unter Paul Plontke. Aber die Akademie konnte ihn nicht zufriedenstellen. Er sehnte sich nach Zuhause, freute sich auf die „Drei-Gleichen“ und auf sein Dorf Holzhausen. Er kehrte zurück. Seine Welt lag vor der Haustür. Er erwanderte sie mit Stift, Feder und Pinsel.
In der Zeit des Nationalsozialismus war Knöpfer obligatorisch Mitglied der Reichskammer der bildenden Künste. Er nahm insbesondere an Ausstellungen Thüringer Künstler, an der Großen Deutschen Kunstausstellung in München 1939 und 1940 und 1940 in Halle/Saale an der Ausstellung Junges Kunstschaffen der Gaue Halle-Merseburg, Magdeburg-Anhalt und Thüringen teil.
Knöpfer nahm als Soldat der Wehrmacht am Zweiten Weltkrieg teil und war als Kartenzeichner in Frankreich und Italien im Einsatz.
1951 zog er mit seiner Familie nach Erfurt. Das alte, rückständige Kleinstbauernhaus in Holzhausen wurde zu eng. Knöpfer war ein bekannter Maler geworden. Er brauchte ein Atelier für seine Aufträge, den Kontakt zu Kollegen und die direkte Verbindung zu seinen Malzirkeln und zu den Fortbildungskursen für Kunstpädagogik, die er zusammen mit Otto Paetz leitete. Das war von der Hauptstadt Thüringens aus leichter zu bewerkstelligen, als aus dem abseits liegenden Holzhausen. Doch blieb er seinem Dorf treu. Immer wieder kehrte er zurück und wanderte auf den gleichen Wegen, die ihm seit seiner Kindheit vertraut waren. Er sah die Landschaft, ihre Felder und Wiesen, ihre Menschen und Tiere mit jedem Jahr, mit jeder Jahreszeit neu. Es entstanden beeindruckende Blumen- und Wiesenstücke, Stillleben und Porträts.
Knöpfer war Mitglied des Verbands Bildender Künstler der DDR und hatte in der Sowjetischen Besatzungszone und der DDR eine große Anzahl von Einzelausstellungen und Ausstellungsbeteiligungen, u. a. 1946 in Berlin an der „I. Deutschen Kunstausstellung der Deutschen Zentralverwaltung für Volksbildung in der Sowjetischen Besatzungszone“ und von 1958 bis 1988 an allen Deutschen Kunstausstellungen bzw. Kunstausstellungen der DDR in Dresden.

## Lebenslauf
- 1911 am 13. März in Arnstadt geboren, als Sohn eines Dekorationsmalers, aufgewachsen in Holzhausen bei Arnstadt
- 1917–1925 Volksschulbesuch in Holzhausen
- 1919 Vater an Kriegsfolgen gestorben
- 1925–29 Lehre als Dekorationsmaler in Arnstadt
- 1930–1931 zeitweilig arbeitslos
- 1931–1935 Besuch der Kunstgewerbeschule (ab 1933 Städt. Handwerkerschule) in Erfurt bei Franz Markau, Ausbildung in Tafel- und Wandmalerei
- 1936–1938 freischaffend in Erfurt
- 1937 1. Studienreise nach Italien
- 1938 Studium an den Vereinigten Staatsschulen für freie und angewandte Kunst Berlin-Charlottenburg bei Paul Plontke, Abbruch des Studiums, 2. Studienreise nach Italien
- 1938–1940 freischaffend in Erfurt
- 1940 Heirat mit Erna Schneider in Gotha
- 1940–1945 Kriegsdienst (als Kartenzeichner) in Italien und Südfrankreich
- 1945–1947 freischaffend in Schmiedefeld a. R., Arnstadt und Holzhausen
- 1947–1955 Lehramt als Leiter der Abt. Dekorative Malerei, Landes- bzw. Fachschule für angewandte Kunst in Erfurt, bis zu deren Auflösung
- 1951 Übersiedlung nach Erfurt
- ab 1955 freischaffend in Erfurt und mehrere Jahre Leiter eines Malzirkels im Haus des Lehrers sowie von Lehrgängen an der Volkshochschule
- 1956 Tod des Sohnes Albrecht
- 1958 1. Studienreise in die Sowjetunion
- 1959–1967 Vorsitzender des Verbandes Bildender Künstler, Bezirk Erfurt
- 1960 von der Abteilung Kultur des Rates des Bezirks Erfurt mit Karl-Ludwig Goetjes, Otto Paetz und Ilse Spangenberg zur künstlerischen Arbeit in die LPG „Walter Ulbricht“ in Merxleben delegiert[1]
- ab 1960 Leiter des Mal- und Zeichenzirkels im VEB Kombinat Chemieanlagen Erfurt-Rudisleben
- 1962 2. Studienreise in die Sowjetunion
- 1962–1988 Leitung von Ferienpraktika für Kunsterzieherinnen und Kunsterzieher (gemeinsam mit Otto Paetz)
- 1965 Studienreise nach Rumänien
- 1966 Tod der Mutter

## Ehrungen (Auswahl)
- 1966 Kulturpreis der Stadt Erfurt
- 1971 Verdienstmedaille der DDR
- 1983 Johannes-R.-Becher-Medaille in Gold
- 1985 Vaterländischer Verdienstorden in Silber
- 1982 Hans-Grundig-Medaille

1996 wurde ihm zu Ehren der „Otto-Knöpfer-Wanderweg“ zwischen Arnstadt und dem Drei-Gleichen-Gebiet eingerichtet.
Ein in Holzhausen ansässiger Freundeskreis Otto Knöpfer e. V. bemüht sich um die Würdigung seines Werkes in seinem Heimatort. Ein Schwerpunkt der Arbeit ist der Erhalt des Hauses seiner Kindheit, Jugend und frühen Schaffensjahre in Holzhausen.

## Museen und öffentliche Sammlungen mit Werke Knöpfers (unvollständig)
- Berlin: Neue Nationalgalerie[2]
- Dresden: Galerie Neue Meister[3]
- Dresden: Kupferstichkabinett[3]
- Eisenach: Thüringer Museum
- Erfurt: Angermuseum
- Gotha: Schlossmuseum, Schloss Friedenstein
- Hohenfelden: Thüringer Freilichtmuseum
- Jena: Stadtmuseum
- Mühlhausen: Kulturhistorisches Museum (Mühlhausen/Thüringen)
- Schloss Molsdorf bei Erfurt
- Weimar: Museum Neues Weimar[4]